# Madaglymbus elongatus
Madaglymbus elongatus är en skalbaggsart som först beskrevs av H. J. Kolbe 1883.  Madaglymbus elongatus ingår i släktet Madaglymbus och familjen dykare. Inga underarter finns listade i Catalogue of Life.